# Un enfant de dieu
Un enfant de dieu (titre original anglais : Child of God) est le troisième roman de l'écrivain américain Cormac McCarthy publié en 1973 aux éditions Random House et paru en français en novembre 1992 chez Actes Sud.

## Accueil de la critique
Lors de sa parution aux États-Unis, le roman est bien accueilli par la critique du New York Times qui au-delà de la dureté tragique du livre y voit un « roman sentimental ».

## Éditions
- (en) Child of God, Random House, 1973  (ISBN 9780394487717).
- Un enfant de dieu, trad. Guillemette Belleteste, Actes Sud, 1992  (ISBN 978-2-8686-9920-6), 176 p.[2]
- (en) Child of God, Random House, 1993  (ISBN 9780679728740), 208 p.
- Un enfant de dieu, trad. Guillemette Belleteste, Points, éditions du Seuil, 1999  (ISBN 9782757810194), 192 p.

## Adaptation
Le roman a été adapté au cinéma dans le film Child of God de James Franco sorti en 2013.